# Kraja (Band)
Kraja ist ein schwedisches Folkmusik-Quartett aus Umeå in Nord-Schweden.
Das Wort „Kraja“ stammt aus der samischen Sprache und bedeutet so viel wie „Platz, nach dem man sich sehnt.“ Die Gruppe – bestehend aus Eva und Lisa Lestander, Frida Johansson und Linnea Nilsson – wird dem New Folk zugerechnet. Die vier Frauen singen schwedische Volkslieder und eigene Kompositionen a cappella.

## Geschichte
Kraja traten das erste Mal im Frühling 2002 auf dem Umeå Folkmusicfestival auf. Die Musikgruppe interpretiert hauptsächlich traditionelle schwedische Volkslieder, kreiert aber auch eigene Stücke. Nach der Veröffentlichung ihres Debütalbums Vackert Väder im Jahre 2005 tourten sie durch Schweden sowie durch Deutschland (u. a. Auftritte bei der folkBALTICA 2007 und 2011), Finnland, Norwegen, Dänemark, Estland und die Ukraine.

## Diskografie
- 2005: Vackert väder
- 2008: Under himmelens fäste
- 2011: Brusand Hav
- 2015: Hur långt som helst
- 2016: Isen sjunger